# شهباز قهوه‌ای

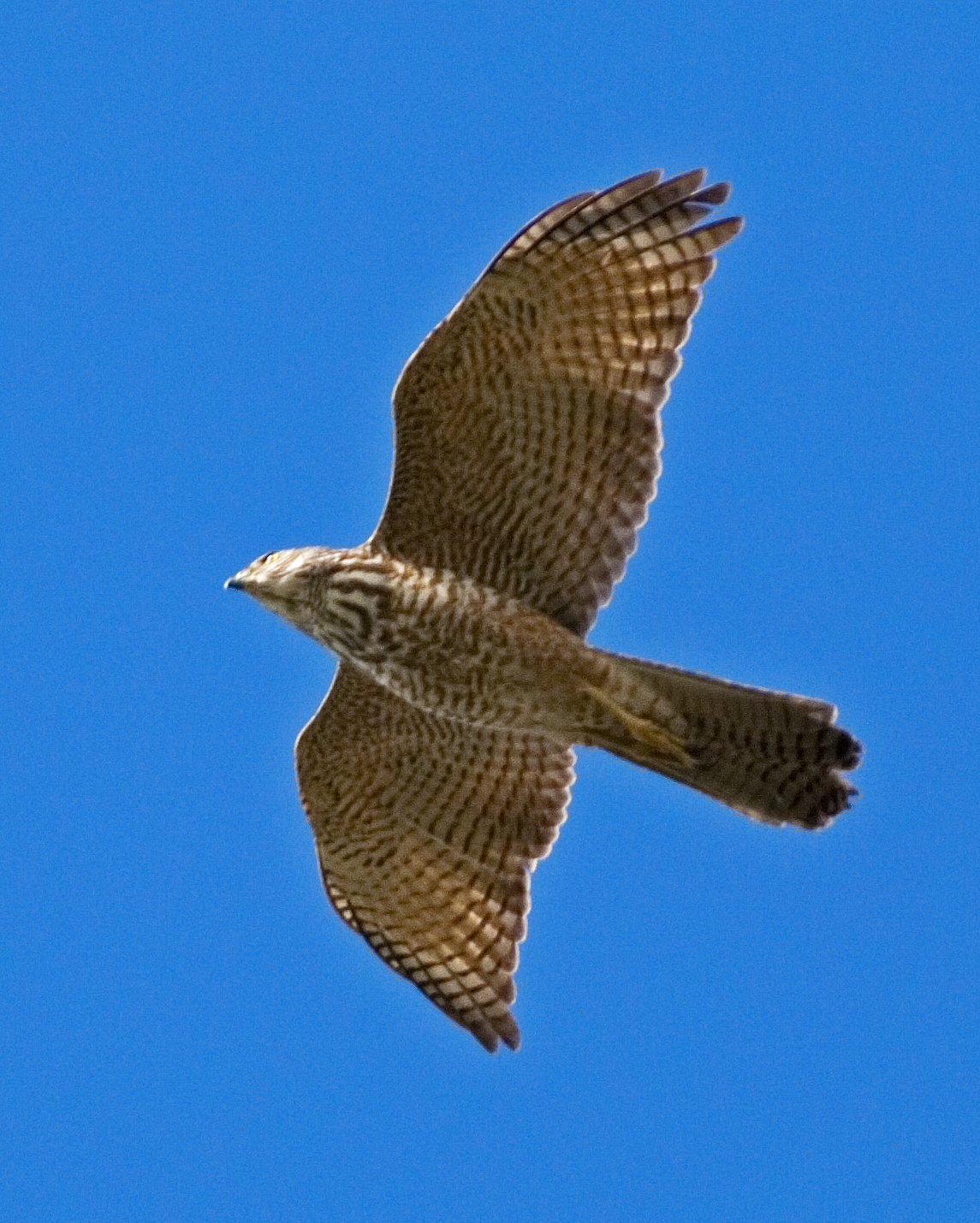
یک شهباز قهوه‌ای نابالغ در حال پرواز در تاسمانی استرالیا

شهباز قهوه‌ای (نام علمی: Accipiter fasciatus) یک پرنده شکاری میان‌جثه از خانواده بازان یا عُقابان است که در استرالیا و جزایر اطراف آن یافت می‌شود.

## ویژگی‌های ریخت‌شناسی
روتنه آن خاکستری با یقه شاه‌بلوطی است. زیرتنه آن عمدتاً رنگین، با نوارهای ریز سفید است؛ بنابراین رنگی شبیه به بازگنجشکی یقه‌دار دارد اما بزرگتر است. پرواز سریع و انعطاف‌پذیر است. طول بدن ۴۰–۵۵ سانتیمتر (۱۵٫۷–۲۱٫۷ اینچ) و طول بال، ۷۵–۹۵ سانتیمتر (۲۹٫۵–۳۷٫۴ اینچ) است. ماده‌ها به‌طور قابل توجهی بزرگتر هستند: وزن نرهای بالغ ۲۲۰ گرم (۷٫۸ اونس) و ماده‌های بالغ، ۳۵۵ گرم (۱۲٫۵ اونس) است.

## پراکندگی و زیستگاه
شهباز قهوه‌ای در استرالیا، والاسیا، گینه نو، کالدونیای جدید، وانواتو و فیجی گسترده‌است. در استرالیا عمدتاً در جنگل‌های اکالیپتوس و درختزارها و همچنین در زمین‌های کشاورزی و مناطق شهری یافت می‌شود. در اقیانوس آرام، عمدتاً در جنگل‌های بارانی زندگی می‌کند. همچنین تا حدود سال ۱۷۹۰ در جزیره نورفولک یافت می‌شد و این ممکن است یکی دیگر از زیرگونه‌های توصیف نشده باشد. با این حال، نبود نمونه از جزیره نورفولک (۱ پوست تاریخی و ۹ استخوان نیمه‌فسیلی تمام موادی است که پیدا شده‌است) به این معنی است که هیچ آزمایش ژنتیکی نمی‌تواند انجام شود.

## تغذیه
شهبازهای قهوه‌ای عمدتاً از سایر پرندگان با جثه متوسط تغذیه می‌کنند، در حالی که پستانداران کوچک مانند موش و خرگوش نیز مصرف می‌شوند. شهبازهای قهوه‌ای اغلب در نزدیکی زمین‌های کشاورزی یا تالاب‌ها شکار می‌کنند، جایی که پرندگانی مانند مرغابی، طوطی‌کاکلی و کبوتر فراوان هستند. طعمه‌های کوچکتر مانند سهره، پیپیت‌ها و پری‌گنجشکان نیز در فهرست شکار هستند، درست تا به بزرگی پرندگانی به اندازه مرغ اهلی و حتی بزرگتر، پرندگان مهاجم مانند کاراوونگ و کوکابورا حمله می‌کند. خفاش‌ها، خزندگان کوچک، دوزیستان، و حشرات بزرگ نیز گهگاه خورده می‌شوند.
روش‌های اصلی گرفتن طعمه هنوز شکار است، که با استفاده از آن شهباز روی یک سکوی مخفی منتظر می‌ماند تا طعمه به فاصله‌ای قابل توجه برسد، و با پرواز در زیر درختان سعی می‌کند تا طعمه‌های کوچک را بیرون بریزد. در موارد کمتر، شهبازها از بالا روی طعمه شیرجه می‌روند یا حتی پستانداران کوچک را با پای پیاده تعقیب می‌کنند.
هنگامی که یک شهباز قهوه‌ای توسط پرندگان دیگر کشف شود، گونه‌های کوچکتر ترس و فرار برای پنهان شدن را برمی‌گزینند، در حالی که پرندگان بزرگتر مانند غراب استرالیایی، کلاغ و زاغی استرالیایی به شدت به اوباشگری خواهد پرداخت تا زمانی که این منطقه را ترک کند.

## زادآوری
در درختان بلند روی سکویی از چوب‌ها و شاخه‌های پوشیده از برگ‌های سبز لانه می‌سازد. اندازه دسته تخم معمولاً سه تخم، گاهی اوقات دو یا چهار تخم است. برتخم‌نشینی دوره حدود ۳۰ روز، با جوجه‌های پروازی در حدود ۳۱ روز پس از خروج از تخم است.

## زیرگونه‌ها
دوازده زیرگونه توصیف شده وجود دارد:
- A. f. fasciatus (nominate) - (Vigors et Horsfield, 1827)
- A. f. buruensis - Stresemann, 1914
- A. f. didimus - (Mathews, 1912)
- A. f. dogwa - Rand, 1941
- A. f. helmayri - Stresemann, 1922
- A. f. natalis - (Lister, 1889)
- A. f. polycryptus - Rothschild et Hartert, 1915
- A. f. savu - Mayr, 1941
- A. f. stresemanni - Rensch, 1931
- A. f. tjendanae - Stresemann, 1925
- A. f. vigilax - (Wetmore, 1926)
- A. f. wallacii - (Sharpe, 1874)